# Narcisse et Goldmund
Narcisse et Goldmund (titre original : Narziß und Goldmund) est un roman de l'écrivain allemand Hermann Hesse, paru en 1930.
Il s'agit d'une œuvre sur la condition artistique. Des deux personnages, c'est Goldmund, l'artiste, qui est de loin le plus présent. Hesse approfondit nettement moins le personnage de Narcisse qui semble être là pour mettre Goldmund et ce qu'il représente en valeur.
Narcisse et Goldmund sont deux amis aux philosophies très différentes voire opposées, qui malgré cela n'ont jamais cessé toute leur vie de penser l'un à l'autre avec émotion. Hermann Hesse tâche de réconcilier à sa manière l'opposition entre l'esprit et la matière, entre le dionysiaque et l'apollinien entre l'animalité de l'homme et sa spiritualité ou bien encore entre les sciences et les arts.

## Résumé
Narcisse est un novice au monastère de Mariabronn, un novice tellement intelligent qu’on lui confie une charge d’enseignement.
Goldmund est amené au monastère par son père pour y recevoir éducation et entrer en vie religieuse pour expier les péchés de sa mère, une artiste éprise de liberté qui a quitté son mari et son fils.
Goldmund, en enfant obéissant, adhère au plan de vie que son père a décidé pour lui. Il se lie d’amitié avec Narcisse, le savant. Il veut devenir aussi savant que lui. Narcisse qui sait lire dans les âmes des autres sait que la vocation de Goldmund n’est pas dans la science mais dans l’art. Il lui fait graduellement découvrir que ses aspirations ne sont pas les aspirations scientifiques de son père mais bien les aspirations artistiques de sa mère. Il lui fait même retrouver le souvenir et l’image de sa mère que son père avait réussi à effacer.
À 18 ans, Goldmund abandonne ses aspirations à la vie religieuse et quitte le monastère. Durant quelques années, Goldmund connaît tour à tour :
- la vie vagabonde et les plaisirs charnels dans des rencontres sans lendemain ;
- un amour véritable, profond et chaste avec une femme dénommée Lydia ;
- un retour à la vie vagabonde et la peur de la mort lorsqu’il est attaqué par un autre vagabond qu’il doit tuer pour sauver sa vie.

Goldmund adore la vie vagabonde qui lui procure liberté, plaisirs et absence de soucis. Au cours de ces années de vagabondage, l’image de sa mère oubliée se précise graduellement en lui et elle s’enrichit des images de toutes les autres femmes qu’il rencontre.
Lors d’une halte dans un monastère, la vue d’une magnifique statue de Marie change sa vie. Il veut connaître le créateur de cette statue, il veut apprendre de lui comment sculpter de telles œuvres d’art. Pour la première fois, sa vie a un sens, il a une passion, il a un but en accord avec sa nature. Pour ce but il est prêt à abandonner la vie errante qu’il aime tant.
Il rejoint Nicklaus, le sculpteur de la magnifique statue et entreprend un apprentissage avec lui. Cet apprentissage lui est difficile car pour lui il doit abandonner quelque peu la liberté du vagabond et la poursuite des plaisirs. Sa vie se partage entre d’intenses séances de travail et des retours à la luxure, la boisson et au jeu. Après 3 ans, il crée une très belle statue de saint Jean dans laquelle il dépose et immortalise les traits de son ami Narcisse.
Après la réalisation de cette statue, il reprend sa vie de vaguant. La peste ravage alors l’empire. Pour éviter la contamination, il passe l’été dans un bois avec une jeune fille et un ami, loin de toute civilisation. À la fin de l’été, la jeune fille meurt de la peste et Goldmund se remet en marche. Il voit l’horreur de la peste. Il fait le plein d’images, images d’horreur mais aussi images de beauté. Il perçoit de plus en plus clairement le visage de sa mère qui se confond maintenant avec le visage de la femme idéale, de l’Ève éternelle. Il éprouve le besoin de retourner auprès de maître Nicklaus pour déposer dans le bois les images qu’il a accumulées dans sa tête. Après une longue route, il arrive enfin à l’atelier de son maître mais celui-ci est mort.
Après une période de découragement et de tristesse, il rencontre Agnès, la belle et altière maîtresse du comte. Il devient l’amant d’Agnès mais il est rapidement découvert par le comte qui le condamne à mort. Goldmund connaît encore l’angoisse de la mort mais Narcisse le sauve et le ramène au monastère.
Dans une discussion avec Narcisse, Goldmund exprime le fruit de ses réflexions :
- la laideur, la fragilité et l’absurdité de la vie ;
- la fuite dans les plaisirs qui nous font oublier le côté sombre de la vie… mais seulement pour quelques instants ;
- l’aspiration que nous avons à transcender le côté sombre et temporaire de la vie dans une activité qui procure la beauté et la durée comme l’art, la science ou une autre activité semblable.

Goldmund se remet à la sculpture et crée une magnifique chaire pour le réfectoire dans laquelle il immortalise plusieurs des images de personnes, d’animaux, de plantes et d’événements qu’il a emmagasinées au cours de ses périodes d’errance.
Ensuite, il sculpte une magnifique statue de Marie à qui il donne les traits de Lydia, la femme qu’il a tant aimée. Durant cette période, Goldmund forme aussi un jeune apprenti et trouve là aussi une façon de se survivre à lui-même.
Les œuvres précédentes ont épuisé son inspiration et il repart en vagabondage. Après le départ de Goldmund, Narcisse réalise qu’il a beaucoup aidé son ami mais que celui-ci l’a aidé tout autant en lui faisant découvrir le monde de l’art auquel il n’était pas sensible.
Goldmund rejoint Agnès mais celle-ci ne veut plus de lui parce qu’il n’a plus la jeunesse qu’elle recherche. Il poursuit son chemin et se blesse mortellement en tombant de cheval. Par orgueil, il ne retourne pas immédiatement au monastère. Il y reviendra quelques mois plus tard, malade, mourant mais en paix. L’image de la mère, de l’Ève éternelle qu’il a toujours voulu sculpter le hante encore mais il sait qu’il ne le sculptera jamais. C’est plutôt elle qui l’appelle dans la mort et lui permet d’espérer la fusion avec sa mère qu’il a poursuivi toute sa vie.
Les dernières paroles de Goldmund à Narcisse avant de mourir : « Mais comment veux-tu mourir un jour, Narcisse, puisque tu n’as point de mère ? Sans mère on ne peut pas aimer, sans mère on ne peut pas mourir. »

## Thèmes du livre
- La condition artistique.
- L’opposition et la complémentarité entre la nature animale et la nature spirituelle de l’homme. De par sa nature animale, l’homme recherche et aime la liberté et le plaisir. Cependant, il ne trouvera de satisfaction complète que dans une spiritualité (œuvre de l’esprit) qui lui permettra de transcender le monde matériel et de créer quelque chose qui lui survivra (une œuvre d’art, une connaissance scientifique).
- L’opposition entre la science et l’art et l’importance de se connaître pour se trouver une vocation en accord avec sa nature.
- La recherche de la mère et la recherche de la fusion avec la mère que l’on a connue et tant aimée dans son très jeune âge.